# Consejo de Ministros de la República Socialista Soviética de Kazajistán
El Consejo de Ministros de la República Socialista Soviética de Kazajistán (en kazajo: Қазақ КСР Министрлер Кеңесі, en ruso: Совет Министров Казахской ССР) era el máximo órgano ejecutivo y administrativo de la República Socialista Soviética de Kazajistán, que existió desde 1936 hasta 1990.
El Consejo de Ministros estaba dotado de amplios poderes en el campo de la resolución de cuestiones de administración pública que estaban dentro de la jurisdicción de la RSS de Kazajistán y entraban en la competencia del Sóviet Supremo de la RSS de Kazajistán.

## Historia
Fue formado en relación con la disolución y reorganización del Consejo de Comisarios del Pueblo de la República Socialista Soviética de Kazajistán en 1946.
En 1990, se reorganizó como el Gabinete de Ministros de la República Socialista Soviética de Kazajistán, y en 1991, tras la disolución de la Unión Soviética y la independencia kazaja, fue reemplazado por el Gobierno de la República de Kazajistán, que actualmente desempeña las funciones del poder ejecutivo en la República de Kazajistán. 

## Lista de Presidentes
El presidente del Consejo de Ministros de la República Socialista Soviética de Kazajistán era el jefe del gobierno de la república constituyente.
| N.º | Presidente | Presidente           | Partido político | Partido político  | Tenencia                                           |
| --- | ---------- | -------------------- | ---------------- | ----------------- | -------------------------------------------------- |
| 1   |            | Nurtas Undasinov     |                  | Partido Comunista | 15 de marzo de 1946 - septiembre de 1951           |
| 2   |            | Elubái Táibekov      |                  | Partido Comunista | septiembre de 1951 - 31 de marzo de 1955           |
| 3   |            | Dinmujamed Kunáyev   |                  | Partido Comunista | 31 de marzo de 1955 - 29 de enero de 1960          |
| 4   |            | Zhumabek Tashenev    |                  | Partido Comunista | 20 de enero de 1960 - 6 de enero de 1961           |
| 5   |            | Salken Daulenov      |                  | Partido Comunista | 24 de enero de 1961 - 13 de septiembre de 1962     |
| 6   |            | Masimjan Beisebaev   |                  | Partido Comunista | 13 de septiembre de 1962 - 26 de diciembre de 1962 |
| 7   |            | Dinmujamed Kunáyev   |                  | Partido Comunista | 26 de diciembre de 1962 - 7 de diciembre de 1964   |
| 8   |            | Masimjan Beisebaev   |                  | Partido Comunista | 7 de diciembre de 1964 - 31 de marzo de 1970       |
| 9   |            | Baiken Ashimov       |                  | Partido Comunista | 31 de marzo de 1970 - 22 de marzo de 1984          |
| 10  |            | Nursultán Nazarbáyev |                  | Partido Comunista | 22 de marzo de 1984 - 27 de julio de 1989          |
| 11  |            | Uzakbái Karamanov    |                  | Partido Comunista | 27 de julio de 1989 - 20 de noviembre de 1990      |

## Ministerios
1. Ministro del Interior de la República Socialista Soviética de Kazajistán[2]
2. Ministro de Educación Superior y Secundaria Especializada de la República Socialista Soviética de Kazajistán
3. Ministro de Geología de la República Socialista Soviética de Kazajistán
4. Ministro de Salud de la República Socialista Soviética de Kazajistán
5. Ministro de Adquisiciones de la República Socialista Soviética de Kazajistán
6. Ministro de Relaciones Exteriores de la RSS de Kazajistán
7. Ministro de Cultura de la RSS de Kazajistán
8. Ministro de Industria Ligera de la República Socialista Soviética de Kazajistán
9. Ministro de Silvicultura e Industria de la Madera de la República Socialista Soviética de Kazajistán
10. Ministro de Silvicultura de la República Socialista Soviética de Kazajistán
11. Ministro de Recuperación de Tierras y Recursos Hídricos de la República Socialista Soviética de Kazajistán
12. Ministro de Asamblea y Obras Especiales de Construcción de la República Socialista Soviética de Kazajistán
13. Ministro de Carne y Productos Lácteos de la República Socialista Soviética de Kazajistán
14. Ministro de Industria Alimentaria de la República Socialista Soviética de Kazajistán
15. Ministro de Economía de Frutas y Hortalizas de la República Socialista Soviética de Kazajistán
16. Ministro de Industria de Materiales de Construcción de la República Socialista Soviética de Kazajistán
17. Ministro de Educación de la RSS de Kazajistán
18. Ministro de Pesca de la República Socialista Soviética de Kazajistán
19. Ministro de Comunicaciones de la RSS de Kazajistán
20. Ministro de Construcción Agrícola de la República Socialista Soviética de Kazajistán
21. Ministro de Agricultura de la República Socialista Soviética de Kazajistán
22. Ministro de Construcción de Empresas de la Industria Pesada de la República Socialista Soviética de Kazajistán
23. Ministro de Comercio de la República Socialista Soviética de Kazajistán
24. Ministro de Finanzas de la República Socialista Soviética de Kazajistán
25. Ministro de metalurgia no ferrosa de la República Socialista Soviética de Kazajistán
26. Ministro de Energía y Electrificación de la República Socialista Soviética de Kazajistán
27. Ministro de Justicia de la RSS de Kazajistán
28. Ministro de Transporte por Carretera de la República Socialista Soviética de Kazajistán
29. Ministro de Carreteras de la República Socialista Soviética de Kazajistán
30. Ministro de Servicios Públicos de la República Socialista Soviética de Kazajistán
31. Ministro de Vivienda y Servicios Comunales de la República Socialista Soviética de Kazajistán
32. Ministro de Industria Local de la República Socialista Soviética de Kazajistán
33. Ministro de Seguridad Social de la RSS de Kazajistán
34. Ministro de Recursos Naturales y Ecología de la República Socialista Soviética de Kazajistán